# ICD-10 챕터 IV: 내분비, 영양 및 대사 질병
ICD-10 목록의 4번째 챕터이다. E00~E90까지를 포괄하며, 내분비, 영양 및 대사 질병(Endocrine, nutritional and metabolic diseases)에 관한 것이다.

## 상위 항목
- ICD-10